# Daniel Vertangen
Daniel Vertangen (1601, Amsterdam – ca.1683, Amsterdam fou un pintor de l'Edat d'Or neerlandesa.
Segons Arnold Houbraken, va ser deixeble de Cornelis van Poelenburch.
Segons l'RKD, va viure la major part de la seva vida a Amsterdam, i és conegut pels seus paisatges i al·legories històriques. Malgrat que sovint se'l llistsa com a deixeble de Van Poelenburch, no hi ha documentació sobre això, però podria haver-ho estat abans de 1817 o com a company al taller de Poelenburch després del 1626.

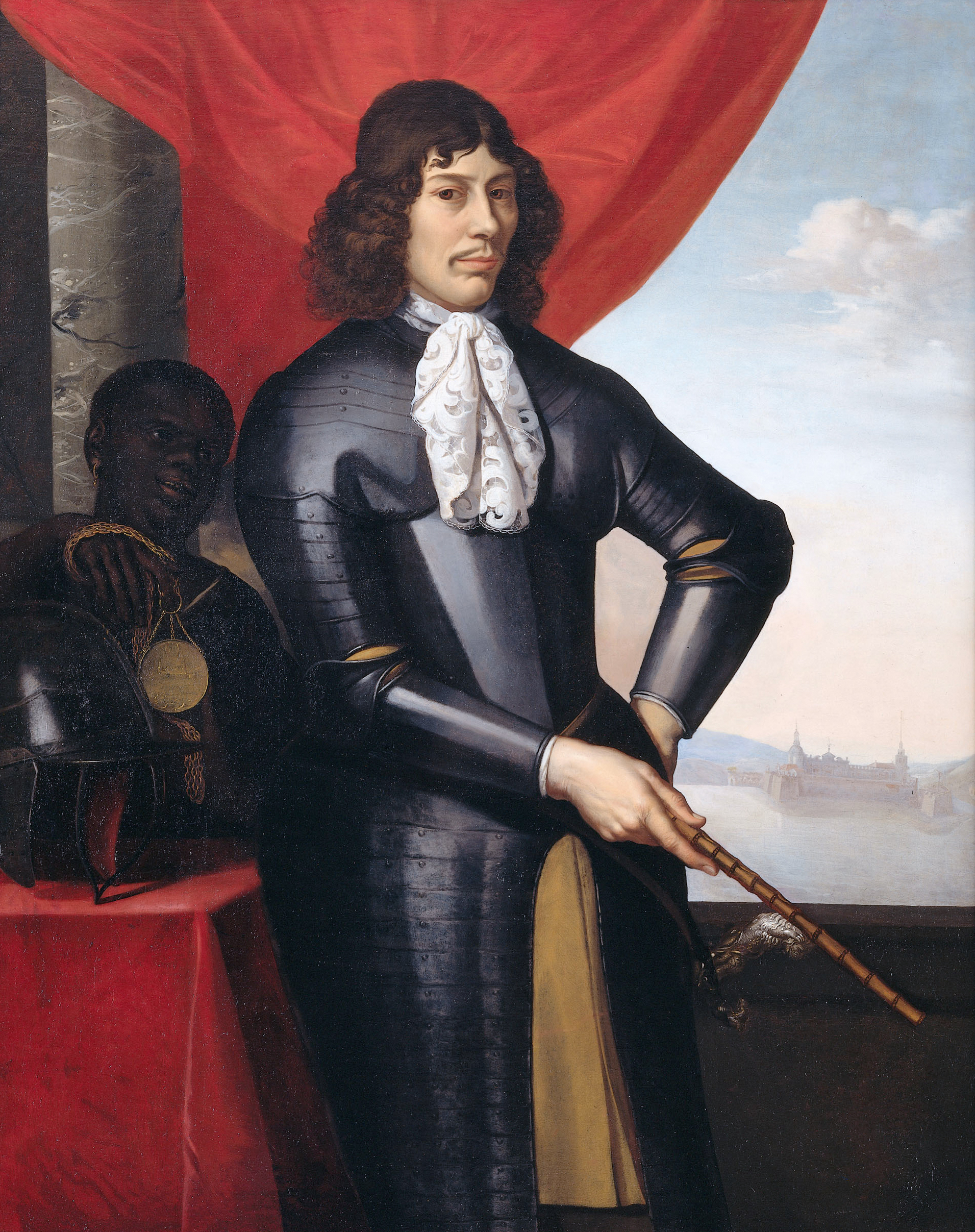
Retrat de Jan Valckenburgh
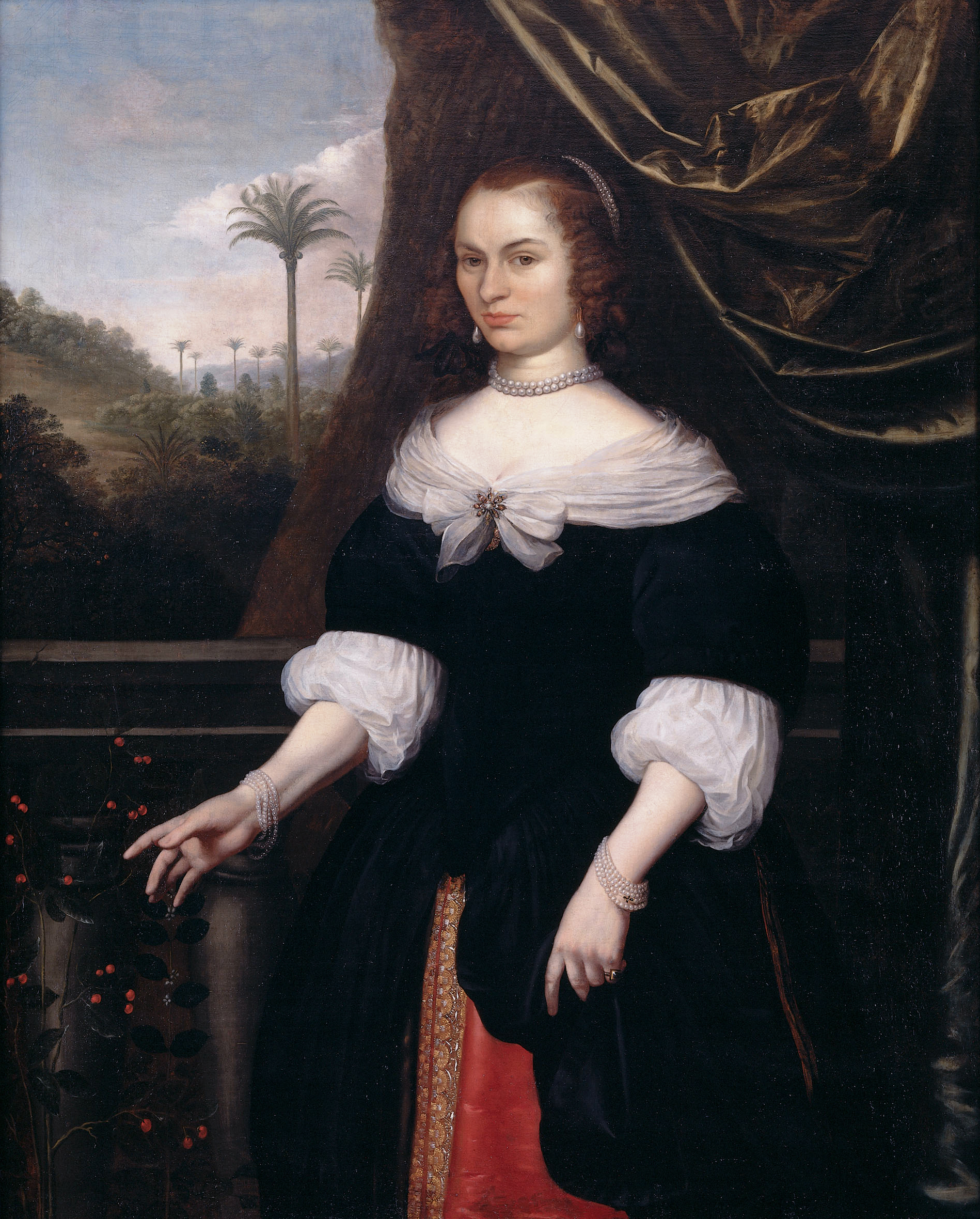
Retrat de Dina Lems, dona de Valckeburgh